# Federico Gerona de la Figuera
Federico Gerona de la Figuera (Zaragoza, 23 de marzo de 1925 - Badajoz, 12 de agosto de 2013) fue un médico y político español, presidente de la Diputación Provincial de Tarragona, gobernador civil de Badajoz, Navarra y Las Palmas, así como procurador en Cortes durante la dictadura franquista.
Tras el fin de la dictadura, se afincó en Badajoz, donde ejerció como médico hasta su jubilación y continuó residiendo como pensionista.

## Biografía
Nació el 23 de marzo de 1925 en Zaragoza, capital de la provincia homónima, entonces parte del Reino de España durante la dictadura de Primo de Rivera.
Se licenció en medicina, especializándose en medicina deportiva. En 1963 se traslada a Tarragona, donde será nombrado vicepresidente de la Junta Provincial de la Delegación Nacional de Educación Física y Deportes. En 1968 es nombrado Delegado Nacional de Deportes en la provincia.
Entre 1967 y 1968 será presidente ad interim de la Diputación Provincial de Tarragona. El 14 de septiembre de 1968 es nombrado gobernador civil de la Provincia de Badajoz, teniendo efecto el 30 septiembre del mismo año.
El 19 de diciembre de 1969, es nombrado gobernador civil de Navarra, con efecto el 22 de diciembre, donde vivió enfrentamientos con la sociedad civil como lo referido al establecimiento de la Ikastola San Fermín o su oposición inicial a los encuentros de Pamplona de Jesús Huarte, además de vivir también un atentado terrorista.
Poco después del atentado terrorista será nombrado gobernador civil de Las Palmas, cargo que ejercerá hasta el 2 de abril de 1974, puesto más tranquilo en el que viviría otros avatares como el partido entre España y Yugoslavia del Grupo 7 de la fase previa de la Copa Mundial de Fútbol de 1974, que vivió desde el palco del Estadio Insular.
Del 24 de junio de 1974 hasta el 23 de abril de 1977 será procurador en las Cortes franquistas como representante del ya entonces decadente Sindicato Vertical por su condición de presidente del Sindicato Nacional de Actividades Diversas. Siendo uno de los votantes a favor de la Ley para la Reforma Política, se retiró de la política una vez terminó su etapa como produrador.
Con el comienzo de la Transición española, se trasladó a Badajoz, donde ejerció como médico.
El 12 de agosto de 2013 falleció en Badajoz.